# Jouni Grönman
Jouni Johannes Grönman (Pori, 17 maggio 1962) è un ex sollevatore finlandese medagliato olimpico che ha gareggiato nella categoria dei pesi leggeri (fino a 67,5/70 kg.).
Ha partecipato a quattro edizioni dei Giochi Olimpici.

## Carriera
Cominciò a competere a livello internazionale nel 1983 e l'anno seguente vinse la medaglia d'argento nella categoria fino a 67,5 kg. ai Campionati europei di Vitoria con 315 kg. nel totale.
Alcuni mesi dopo partecipò alle Olimpiadi di Los Angeles 1984, dove, anche grazie alle numerose assenze dovute al boicottaggio della maggior parte dei Paesi dell'Est europeo, conquistò la medaglia di bronzo con 312,5 kg. nel totale, dietro al cinese Yao Jingyuan (320 kg.) e al rumeno Andrei Socaci, il quale totalizzò lo stesso risultato di Grönman ma si aggiudicò la medaglia d'argento grazie al suo peso corporeo inferiore rispetto a quello del finlandese. In quell'anno la competizione olimpica di sollevamento pesi era valida anche come Campionato mondiale.
Nel 1988 Jouni Grönman prese parte alle Olimpiadi di Seul, dove non riuscì a terminare la gara, avendo fallito i tre tentativi di ingresso nella prova di strappo.
Quattro anni dopo, alle Olimpiadi di Barcellona 1992, si classificò al 5º posto finale con 305 kg. nel totale.
La sua ultima partecipazione olimpica avvenne ai Giochi di Atlanta 1996, dove, ormai 34enne, terminò al 17º posto finale con 312,5 kg. nel totale nella categoria fino a 70 kg.
Ai Campionati mondiali di sollevamento pesi, oltre al bronzo di Los Angeles 1984, conseguì come migliori risultati due quarti posti nelle edizioni di Södertälje 1985 (vincendo la medaglia d'argento a pari merito con Mihail Petrov nello strappo) e Sofia 1986.